# Milotice (Čestín)
Milotice (německy Milotitz) jsou malá vesnice, část obce Čestín v okrese Kutná Hora. Nachází se asi 1,5 kilometru severně od Čestína. Vesnicí protéká Milotický potok.
Milotice leží v katastrálním území Čestín o výměře 9,39 km².

## Historie
První písemná zmínka o vesnici pochází z roku 1291.